# بخش ایلام
بخش ایلام (به لاتین: Ilam District) یک بخش در نپال است که در استان شماره ۱ واقع شده‌است. بخش ایلام ۱٬۷۰۳ کیلومتر مربع مساحت و ۲۹۰٬۲۵۴ نفر جمعیت دارد.